# فرانك توماس شو
فرانك توماس شو (بالإنجليزية: Frank Thomas Shaw)‏ هو سياسي أمريكي، ولد في 7 أكتوبر 1841، وتوفي في 24 فبراير 1923. حزبياً، نشط في الحزب الديمقراطي. وقد انتخب عضو مجلس النواب لولاية ماريلند وانتخب عضو مجلس النواب الأمريكي.